# Maciste, le vengeur du dieu maya
Pour plus de détails, voir Fiche technique et Distribution.
Maciste, le vengeur du dieu maya (Il vendicatore dei Mayas) est un film d'aventures italien réalisé par Guido Malatesta et sorti en 1965.
Il s'écarte du cadre classique du péplum (comme c'est l'habitude dans les films récents du genre) en présentant un méli-mélo de cultures et de personnages à la fois historiques et mythiques, tels que des Mayas déguisés en Égyptiens. Un peu moins de la moitié du film est constituée de scènes tirées de films antérieurs du même réalisateur, comme Maciste contre les monstres et Tarzan chez les coupeurs de têtes.

## Synopsis
Un village maya est férocement attaqué par les Ulma. Vaincus et décimés, quelques survivants s'enfuient avec leur reine Aloha pour se mettre à l'abri. En chemin, ils rencontrent les Savi, une tribu pacifique qui les accueille. Aloha y rencontre Maciste, et l'amour naît entre eux. Mais en l'absence d'Hercule, le village des Savi est attaqué par les Ulma, et Aloha est enlevée pour être livrée à Goliath.

## Fiche technique
- Titre français : Maciste, le vengeur du dieu maya[2]
- Titre original : Il vendicatore dei Mayas[3]
- Réalisation : Guido Malatesta
- Scénario : Guido Malatesta
- Photographie : Romolo Garroni (it)
- Montage : Enzo Alfonzi
- Effets spéciaux : Eugenio Ascani
- Musique : Ugo Filippini
- Décors : Gabriele Crisanti
- Production : Giorgio Marzelli
- Sociétés de production : Urias Film
- Format : couleurs par Eastmancolor - 2,35:1 - Son mono - 35 mm
- Pays de production :  Italie
- Langue de tournage : italien
- Genre : film d'aventures
- Durée : 85 minutes
- Dates de sortie : 
  - Italie : 26 mai 1965
  - France : 8 juin 1973

## Distribution
- Adriano Bellini (sous le nom de « Kirk Morris ») : Maciste
- Maria Teresa Gentilini (sous le nom de « Barbara Loy ») : Aloha
- Andrea Aureli : Manur
- Demeter Bitenc : Gruno
- Lucia Bomez :
- Mimmo Maggio :
- Rita Klein :
- Luciana Paoli :
- Luciano Marin : Donar
- Antonio Casale : Berak
- Koloss : Goliath (Golia en VO)
- Nando Angelini :